# Hyperosmolares Syndrom
Mit Hyperosmolares Syndrom wird allgemein eine Störung der Osmolarität beim Menschen bezeichnet.
Der Begriff wird meistens im Zusammenhang mit dem Diabetes mellitus (Diabetisches Hyperosmolares Syndrom) verwendet, siehe auch Diabetisches Koma.
Auch bei allen Elektrolytstörungen kann ein solches „Syndrom“ auftreten:
- bei Säuglingen, siehe  Säuglingstoxikose
- im Kindesalter[2]
- bei psychiatrischen Patienten.[3]
- als (jejunales) Früh-Dumping-Syndrom nach Magenoperationen.